# 軒轅劍參外傳 天之痕
《軒轅劍參外傳 天之痕》是臺灣大宇資訊DOMO小组所制作的角色扮演遊戲，也是该系列第二款外传作，於2000年12月2日在臺灣發行，2001年1月15日由上海育碧在中國大陆发行。2008年9月10日，拉阔游戏受权将其移植为手机版并在中国大陆发行，2009年5月1日在台湾发行。故事發生於隋末唐初。
「天之痕」名稱源自于貫穿遊戲的「赤貫星」。在遊戲的一開始，陳靖仇因見到赤貫星感到驚訝，被師傅斥責大驚小怪，難擔大任。實際上，赤貫星的出現將神州九天結界划開一個口子，這個現象就叫做「天之痕」，圍繞這一事件，宇文拓和獨孤寧珂明爭暗鬥，並將陳靖仇一行捲入。在遊戲的最後，衆人在赤貫星内部組成「失卻之陣」，重建神州九天結界。

## 遊戲劇情
（本遊戲编剧由鲍弘修首次换成了吴欣叡）
故事發生於軒轅劍參的一百三十三年前..
公元601年，北朝名君隋文帝在派兵將南朝陳國消滅後，結束了中國南北朝這幾百年長期以來的分裂局面，陳國遺民因祖國滅亡而感到憤怒，於是集結了數萬兵馬，興兵起義，意圖復興陳朝。隋文帝立即下令派遣軍隊平亂，但讓人訝異的是朝廷的平亂部隊竟然只有不到二十騎的兵馬，為首之人竟也是一位年僅十歲的少年，這位身披著斗篷的神秘少年楊拓以一把神秘的黃金之劍「軒轅劍」，僅僅用了一擊便將數萬軍馬的陳朝軍隊一瞬間消滅殆盡，自此令所有意圖反抗者聞之色變，再也沒人敢起兵反叛朝廷。
十六年後，隋朝的第二任君主隋煬帝治國無方，貴為陳朝後裔的主角陳靖仇隨師傅陳輔至伏魔山尋找崑崙鏡，以收集五件神器列出九五之陣推翻隋朝的統治，兩人皆看見天狗蝕日及妖星劃破天際的景象，陳輔認為這是隋朝覆亡之先兆。兩人於伏魔山的山洞找到崑崙鏡時不慎放出上古魔獸「饕餮」，陳輔自知兩人皆不是饕餮之對手，而將自己與其一同冰封於洞中，命靖仇到雷夏澤尋找其師兄公山鐵師伯前來搭救。在經過月河村時，遇上月河村一年一度的河神祭不予任何人過河，靖仇只好投宿於村內的客棧以等待河神祭結束，因而認識了客棧老闆的養女，一頭白髮的女孩于小雪。靖仇得知每逢河神祭的時候需獻上一名年輕女孩作為祭品，而今年輪到藥店大夫的女兒當祭品，小雪為了讓大夫盡力醫治弟弟的腳患而自願替代當祭品。靖仇出於正義，並且認為河神祭的活人獻祭做法實在太過份，故此跳下河神洞穴救下小雪，並揭發所謂的河神只是一隻鮫精，憤怒的鮫精因而跑到村子內大開殺戒。儘管鮫精被靖仇二人擊殺，但村內死傷枕藉，連客棧老闆一家也慘遭毒手，村中的倖存者們憤而將兩人趕離出村，無家可歸的小雪只好加入靖仇一同展開旅程。
靖仇找到公山鐵師伯時得知其已被隋朝太師宇文拓打成重傷並臥病在床，於是靖仇聽從師伯的建議尋找上古神器神農鼎煉製神藥醫治師伯，因而往北方供奉神農鼎的鮮卑族拓拔部落尋鼎。兩人行經黑山鎮時救下了被妖魔官兵擊倒的拓拔玉兒，但玉兒卻認爲兩人與隋軍乃是一夥。此時張烈出現，並款待兩人以示報答。原來張烈為拓拔部落首領，而玉兒為其妻子之妹妹，而貴為部落聖物的神農鼎被隋朝的太師宇文拓搶奪了，所以張烈邀請兩人來到部落暫時駐紮之地大雁嶺等候神農鼎消息。張烈的部下們查出神農鼎已運上位於大梁的龍船上準備運往京城，然而玉兒早已偷聽到這些情報，故此擅自行動前往龍船搶回神農鼎。眾人潛入龍舟上，發現船上的神農鼎其實是贋品（因真正的神農鼎被強盜搶走了）並發現玉兒易容為隨船宮女試圖刺殺隋煬帝，然而宇文拓出現護駕，玉兒趁亂被靖仇等人救下跳海逃生。
眾人逃出生天後張烈憤怒地表示要帶玉兒返回北方，但在靖仇及小雪的求情下，張烈讓玉兒與靖仇等人同行多作磨練，而自己則返回北方打理部落。靖仇三人來到豆子坑，得知附近的一座山寨魔王砦的首領「混世魔王」帶同神農鼎返回大寨，這時官兵也來到豆子坑打探神農鼎下落，並借機欺壓百姓。就在靖仇三人出手之時有另外兩個大漢都同時出手教訓官兵，該兩名大漢分別為程咬金及秦叔寶，五人互通姓名後各自散去以免遇上官兵的增援，而靖仇三人得到村民的協助下來到魔王砦，然而三人來到後發現稱呼為「混世魔王」的首領竟是程咬金，因此得到程咬金熱情招待，但得知三人的目的是神農鼎後斧拒絕歸還，更糟糕的是宇文拓突然出現並讓手下的兩名副將將神農鼎帶走，氣得程咬金以為靖仇等人為宇文拓同伴而大打出手。慶幸的是秦叔寶及時制止眾人，並指出宇文拓等人之對話內容有古怪之處，故此玉兒提出於十五日內把神農鼎帶回魔王砦以示清白，三人為了調查鼎的下落而到了泰山，此時宇文拓的副將之一楊碩在山頂發動「萬靈血陣」，將有六萬人口的東萊完全摧毀並煉製成「萬靈血珠」，三人擊敗了楊碩後發現一幅地圖，發現宇文拓將要在六處不同的城市皆聚集六萬人發動同樣的萬靈血陣煉製血珠，而且宇文拓等人早已在雁門發動了第一次的萬靈血陣而令雁門被摧毀。後來三人在河邊遇見隋朝郡主獨孤寧珂的船，寧珂郡主告知神農鼎就在她的船上準備運回龍船隊伍，並表示對宇文拓的做法十分不齒，故此無條件的將神農鼎歸還予玉兒並將自己的船借予靖仇等人使用（此時靖仇將神器煉妖壺介紹給寧珂，之後用於幫助宇文拓）。當靖仇三人回到魔王砦時，得知程咬金接受秦叔寶的上司張須陀的招降，因此神農鼎亦理所當然的歸玉兒所有。
靖仇雖煉好了藥，但三人回到雷夏澤後得知公山鐵師伯已病故，師伯娘亦移居至大梁，三人從師伯娘手中拿到師伯的遺書，師伯建議靖仇等人前往海上嘗試求仙，故此靖仇等人委託匠人把獨孤寧珂的船改造完成後出發往東海。正當船隻於海上航行時，突然被受驚的鯨魚神獸「巨海」吞入，誤闖了「氐人族」領地，在氐人族女王的夾道歡迎下靖仇等人得知氐人族長生不老的秘密，並告知三人黑龍王一直吞食族人以便長生不老，三人同意幫忙討伐黑龍王，但拓跋玉兒卻中了黑龍王的計謀，取下龍宮中的崆峒印，破壞了氐人族青春不老的結界。玉兒為了向憤怒的氐人族女王謝罪而在極度愧疚下揮刀毀容，不但影響視力，生命亦備受威脅，於是氐人族女王帶三人前往仙山島作為謝罪。在仙山島山路中，拓跋玉兒因傷勢反覆而突發高燒，即使服用了神農鼎煉化的藥也未見起色，小雪為救夥伴毅然割臂獻肉終於令玉兒退燒。好不容易在對弈亭找到對弈中的兩位仙人古月及然翁，但兩人卻於兩天兩夜的對弈結束後才著靖仇等人來到天外村的府邸然翁居再詳談，古月仙人卻表示不願治療玉兒，反而只告訴靖仇控制傷勢的方法。只是當晚入夜之時玉兒傷勢再次惡化，小雪來到對弈亭向古月仙人苦苦求情，這時然翁帶著昏迷的靖仇出現，原來靖仇摸黑來到東皇巔採摘藥草煉藥，但不慎掉落山崖，幸好當時然翁在場並救起了他，仙人終被三人的友誼所感動，終於同意治療玉兒。隔日古月仙人命靖仇與小雪去西母峰取血露蟠桃，不料在取得血露蟠桃時，守護仙桃的刑天突然出現並打倒兩人，刑天說必斬下一人手臂作為代價，兩人爭著砍自己手臂，故此刑天決定成全兩人，就在兩人的手快被砍到時御劍老仙人突然出現，原來這是西王母娘娘一個給摘桃者設下的考驗，然翁表示如果兩人互相推諉的話兩人的手臂可就真的不保了，故此兩人可算通過考驗取得仙桃。回到然翁居後，靖仇以煉妖壺取出神農鼎，令兩位仙人不禁懷念他們年輕時的冒險時光，而古月仙人利用神農鼎把血露蟠桃煉成赤玉晶讓玉兒服用，並在古月仙人驅動內力的情況下玉兒總算完全治癒了。古月仙人亦同意救援陳輔，故此向盤古神借用其神斧，並由然翁御劍飛行帶著眾人回到伏魔山，利用盤古斧把饕餮送去某個地方並救出了陳輔及得到了崑崙鏡。回到然翁居安頓好陳輔後然翁問起了玉兒毀容的來龍去脈，從而表示自己就是七百年前為氐人族設置的青春不老結界的人，因此要求三人告知氐人族女王把崆峒印準備好後他就可以立即修補結界，三人來到氐人族領地將好消息告訴女王，卻得知崆峒印已被宇文拓奪走，故此靖仇等人決定把手上的神器交予然翁保管後開始找尋崆峒印下落，這時已康復但同時失去功力的陳輔起來並抗議靖仇的建議，甚至因種族偏見而與玉兒吵個不歡而散，靖仇因而聽從師父意思自己繼續管有神器，並借用盤古斧的力量經大禹傳送點返回人界的江都郊外。
眾人來到江都時得知這段時間附近的會稽亦遭遇與東萊一樣的命運被摧毀，並在白鹿精指示下來到長沙，眾人於長沙再度遇到寧珂郡主，得知宇文拓把崆峒印交予副將們看守後自己去到南寧石窟尋找女媧石，故此靖仇等人與寧珂郡主裡應外合下打敗了斛律安，並把上官震遠殺害了，因此成功奪回崆峒印。寧珂郡主帶眾人回到位於京城大興城內的郡主府休息整頓，靖仇原本要把崆峒印歸還給氐人族卻被陳輔拒絕，並毅然決定支援三人阻止宇文拓。靖仇等人於太師府前遇見一名來自涪陵的災民，得知涪陵已被宇文拓摧毀，並得到一張於泰山時看過的地圖以及一封密函，這次他們發現六個城市可以於神州大地上連成一個六芒星圖案，而之前長沙一戰更阻撓了宇文拓原本於長沙發動的第四次萬靈血陣儀式，故此先派出另一副將韓騰前往涪陵完成萬靈血陣儀式，而自己重回長沙重新發動萬靈血陣。靖仇等人來到長沙軍營時還是來不及挽救長沙，陳輔發現宇文拓就是當年單人匹馬以一把軒轅劍把陳國軍隊全殲的楊拓，靖仇等人完全不敵宇文拓，陳輔為保護靖仇而中了宇文拓的法術而昏迷，結果陳輔被宇文拓當作人質要脅靖仇三日內所有神器（只要求神農鼎和崆峒印）交出，靖仇等人商量後同意交出所有神器以換取陳輔。
靖仇從寧珂郡主口中得知南寧石窟的女媧石實為假貨，並推算出真正的女媧石在巴蜀古王墓中，然而靖仇等人發現斛律安已帶著手下捷足先登來到古王墓找尋女媧石，雙方經過激烈的爭奪及戰鬥後，被玉兒刺殺的斛律安臨死前成功把女媧石傳送給宇文拓。當宇文拓收到斛律安臨終前傳送的女媧石時，憤怒的表示又是假貨，更甚的是這次再折損了重要副手，故此決定代替韓騰獨自去敦煌拿伏羲琴而將鼎、印、石三樣神器放到皇家寶庫。眾人在與寧珂郡主裡應外合下潛入寶庫將神器全部盜出，於此同時小雪也因連日的劇烈頭疼而病倒。某日，小雪竟盜走神器投奔宇文拓而去，留下假女媧石並壓著一束白髮，但是靖仇不明白這表達什麼，本想來到太師府找小雪問過究竟的靖仇意外得知靈武郡面臨滅城危機，故此靖仇及玉兒決定阻止靈武的最後一次的萬靈血陣，當靖仇及玉兒來到靈武軍營時與負責最後一次萬靈血的韓騰激戰，就在韓騰落於下風時，小雪拿著軒轅劍制止了靖仇及玉兒，導致萬靈血陣已成，靈武亦遭摧毀收場，靖仇拿起崑崙鏡用於神器抵抗，卻沒想到崑崙鏡被軒轅劍一刺擊碎（代表崑崙鏡是假貨）。面臨小雪的背叛，靖仇也變得心灰意冷想放棄對抗宇文拓，到了晚上，玉兒在寧珂郡主的鼓勵及幫助下，潛入太師府，向小雪詢問實情。原來小雪其實是女媧石轉世，在經過饕餮一戰後古月仙人替她覺醒了神器力量，因而感應到實為崑崙鏡轉世的宇文拓，並得知神州將會發生災難，赤貫星劃破神州的天空，妖魔隨裂縫降臨人間，神州將成妖魔鬼怪之地，因此宇文拓收集所有神器以布下「失卻之陣」修補裂縫，從而阻止災難降臨。玉兒得知一切真相準備回郡主府告訴靖仇等人實情時，寧珂竟殺死了玉兒並回郡主府把靖仇帶來，小雪聽見戶外的動靜並出外查看時發現玉兒瀕死而利用自己女媧石力量嘗試治療玉兒，但這時靖仇及寧珂來到現場，寧珂成功將玉兒之死嫁禍給小雪，令靖仇跟小雪兩人決裂。
靖仇帶著玉兒的屍體來到仙界，不料仙人外出，玉兒還是死去，晚了一步的古月仙人為玉兒製造了水晶棺存放其屍首。古月仙人告訴了靖仇宇文拓已收集齊了布下「失卻之陣」之五樣神器，並告訴靖仇如果找到另外五樣神器的話則可布下「虛空之陣」來到天上界尋找傳說中的伏羲宮殿復活玉兒，然而其中一項神器「東皇鐘」已同樣轉世為人並且失蹤了，意味如果要到天上界的話已絕不可能。靖仇回到郡主府向陳輔交代當中來龍去脈，陳輔亦反思自己一直以來把靖仇逼得太緊，深知靖仇已盡全力也挽回不了局面，故此兩人拜別寧珂後前往北方拓拔部落把玉兒的屍首送回。靖仇於這次行程中意外認識了山西太原的太守之子李世民，兩人一見如故，李世民邀請靖仇及陳輔來到太原的太守府作客，意外的是除了靖仇以外，張烈也是客人之一，靖仇把玉兒慘死一事告知張烈並向他謝罪，張烈不但沒責怪靖仇保護玉兒不力，而且他離隊期間來到雷夏澤拜公山鐵為師修習靖仇的鬼谷道術，雖然當時公山鐵已仙逝，但張烈反而遇到公山鐵的另一師兄弟，同時身為宇文拓的養父楊義臣，故此張烈改拜楊義臣為師，楊義臣不但傳授了專門剋制宇文拓的法術予張烈，更告知可到雲崗石窟找尋有助提升實力的寶物，故此靖仇等人出發到雲崗石窟提升實力，並使用汰玉如來製造了一條天梯通往洛陽。張烈於洛陽處理好他剩下的事務後與靖仇來到通天塔，這時通天塔下已聚集了來自五湖四海的各路人馬討伐宇文拓，張烈及靖仇更擊倒了鎮守中部樓層的韓騰，韓騰以自爆元神的方式殉職，陳輔遭自爆的爆炸影響下而傷及腿部，故此著靖仇先到塔頂制止宇文拓。靖仇來到通天塔頂，雖然仍不敵宇文拓，但寧珂脅持住小雪逼宇文拓就範，靖仇趁機將其右臂砍下，寧珂亦趁機發出血繭封住宇文拓，這時天空再次出現天狗蝕日，赤貫星真的在天空上劃出一條裂縫，西方魔界終於降臨，小雪趁一片混亂之際利用軒轅劍把靖仇及張烈救走了，並躲到洛陽附近的小山洞內，眾人終於得知一切的真實來龍去脈：原來寧珂郡主是撒旦手下的女魔將奉命侵略神州，為一切陰謀背後的真正主導人，並把所有人耍得團團轉，令宇文拓封印裂縫的計劃失敗，神州亦成為妖魔鬼怪之地。靖仇終於明白自己錯怪了小雪，而小雪亦得知玉兒死訊而痛哭，兩人冰釋前嫌，並決定返回仙山島尋求古月仙人幫助。
靖仇等人回到然翁居，然翁仙人向靖仇講述千年前的一段歷史：千年前的上古時代神州與魔界發生過神魔大戰，當時神州的諸神為防止魔界入侵，故此在兩次天狗食月期間趁白貫星劃過天空之時建立了無型的「神州九天結界」保護神州不再受魔界侵擾，然而魔界的人如果想進入神州大地進行侵略的話則需要轉世為凡人從西方慢慢走到神州或者附身於死者上借屍還魂，由於轉世的話會有喪失記憶之風險，故此推斷女魔將選擇附身於寧珂郡主身上以便進行任務，而且因結界的原因，令寧珂的戰鬥力大減，只能使出低等的小型法術。古月仙人提出了唯二解法，其一為趁魔界未完全入侵前來到通天塔頂把六顆血珠全數毀滅，另一解法為借用宇文拓的穿梭時空能力回到過去並借用小雪的修補結界能力把赤貫造成的裂縫修補。靖仇回到魔界中原，並在兩座不同的高塔上分別擊倒了寧珂的兩名妖魔婢女，奪回了神農鼎及崆峒印，來到通天塔時更與倖存的程咬金及秦叔寶重逢，然而擋住通天塔的妖火竟解不開，故此靖仇請古月仙人來到通天塔為眾人解開妖火，同樣倖存的李世民以援軍身份加入支援程咬金，古月仙人向眾人宣佈兵分三路：程咬金、秦叔寶及李世民負責找伏羲琴，靖仇、張烈及小雪負責救出宇文拓，而自己則到塔頂準備布置失卻之陣。靖仇一路在救出宇文拓後得知寧珂慫恿他布下「巴別之路」替代「虛空之陣」來到天上界，布陣方式為除了原本的軒轅劍外分別以大地六芒星替代東皇鐘，天狗蝕日替代盤古斧，六顆血珠替代煉妖壺，通天塔替代昊天塔，起初宇文拓不願作出此等傷天害理之事，但他最後決定背負一切惡名接受寧珂的辦法，靖仇等人終於明白宇文拓的用心良苦，這時寧珂以女魔將的身分出現，靖仇等人擊倒寧珂之後，寧珂打算服食「撒旦之果」成為真正的惡魔，卻被宇文拓出面威脅之下寧珂下不了手，最後宇文拓擊殺了寧珂。眾人不負所託完成了各自的任務於塔頂會師，古月仙人在發動失卻之陣前表示沒有化為人型的三件神器需要有人擔任守護者以確保陣法運行成功，唯代價為永遠失去心中最念掛的事，眾人都一致願意作出此等犧牲，故此古月仙人請程咬金、秦叔寶及李世民的三人擔任神器守護者並以宇文拓作為核心啟動陣法回到過去…
宇文拓因體力虛弱的關係勉強的把靖仇等人回到天空被赤貫星劃破之前的通天塔頂，古月仙人借巴別之路準備傳送到天上界，這時本來於該時間點上受傷的陳輔來到塔頂，發現靖仇已「倒戈相向」而試圖把靖仇拉出來，但這時天狗食日再現，靖仇等人已傳送到天上界，留下傷心欲絕的陳輔在塔頂。靖仇等人在天上界的虛空之門經過無數扭曲的時空地點後意外來到傳說中的「伏羲宮殿」，而宮殿正中央就是當年伏羲及女媧為復活愛女白玉而設計的「天女白玉輪」（這時會依照小雪和玉兒的好感度決定是否復活玉兒），靖仇等人再走前時就已經到達赤貫星核心，這時通天塔頂上寧珂從陳輔口中得知宇文拓快成功阻止她的計劃，故此寧珂把「撒旦之果」送給陳輔並一同前往天上界阻止宇文拓。靖仇等人在核心開始啟動第二次的失卻之陣，這次由靖仇、張烈及古月仙人擔任守護者，寧珂趕來嘗試阻撓宇文拓等人，結果再一次敗在靖仇等人手上，寧珂死前希望下世可以轉世為人，故此在古月仙人幫助下把她的靈魂封在伏羲琴中接受99年的淨化以便未來她轉世後不會再受魔界力量影響。就在結界快要修補成功時赤貫星的支柱遭服食了「撒旦之果」的陳輔破壞，其後他更化成妖魔繼續破壞支柱，靖仇只好忍痛將其消滅。
最後，裂縫修補成功了，眾人回到人間時已是十年之后的唐初盛世…

## 人物介紹
- 陈靖仇

年齡:16歲
武器:劍
陳朝後裔小少主，靖虜安邦全不仇；國仇家恨忘兩旁，怡然逍遙江山遊。
游戏主角，開始遊戲前可以更改姓名以及暱稱，孤儿，为南北朝陈朝末裔，陈灭亡后，被师傅陈辅抚养长大，虽然师傅对其寄予厚望，但他却一直无心复国，喜诗词歌赋，重朋友、轻名利，被其师责为软弱无能，胸无大志。受师傅影响很大，乐于助人，虽然软弱怕事，但是却能为朋友奋不顾身。后期受拓跋玉儿影响，逐渐坚强。
在小雪結局中，與小雪在終南山上陳輔墓前祭拜，并合奏《如忆玉儿曲》時遇见了七世只有二十年阳寿的玉儿转世，而因為失卻之陣的緣故喪失了對玉兒的記憶。
在玉兒結局中則是與玉兒結為連理，兩人終生居住在供奉女媧石和陳輔墓的終南山下耕讀俠義，以神仙俠侶而聞名。
在JAVA手機版新增結局中與玉兒結局相同，不同的是兩人在60年後終能與小雪重逢（劇情是對师傅陈辅解開誤會）。
年齡:15歲
武器:銅環
月河姑娘髮如雪，善體人意心溫柔；淚若珠泉冰亦融，惟願三人永長留。
是游戏中的女主角之一，遊戲中可以更改姓名以及暱稱，遊戲中她是女媧石轉世，孤儿，被月河村的客栈老板收留，因一头白发，被村民认为是妖物，倍受歧视（其实是因为其为女娲石转世的缘故）。后来因为亲人全部被鲛精杀死，只好跟着陈靖仇一起旅行。性格温柔腼腆、内敛自卑、在陈靖仇等同伴的关心下，逐渐走出丧失亲人和自卑的阴影，暗戀靖仇，但因為個性害羞加上顧慮與靖仇及玉兒三人的夥伴關係，所以遲遲不敢表達。
后期又受到宇文拓的影响，认识到自己所肩负的使命。
在小雪結局中，與靖仇在終南山上陳輔墓前祭拜，并合奏《如忆玉儿曲》時遇见了七世只有二十年阳寿的玉儿转世。
在玉兒結局中因使用天女白玉輪陣法復活玉兒、再加上推動失卻之陣力量耗盡而變回為女媧石，本來需六十年吸收天地精氣才能回復人形，但因為使用自己能力回復了靖仇因失卻之陣而喪失的對陳輔之記憶，耗用更多力量而沉睡更久，六百年後經常被見到在靖仇及玉兒的墓前祭拜。
在手機板新增的另一結局中，則是因為使用了天之痕碎片輔助而減少了些許力量消耗，在60年後與白髮蒼蒼的靖仇與玉兒重逢。
值得注意的是，在試玩版中的名字為黃小雪，且攻擊絕招及戰鬥動作皆與正式版稍有不同。
據製作者的說法，命名的靈感是雪霸國家公園。
- 拓跋玉儿

年齡：17歲
武器:長刀
美人如玉刀如虹，琵琶儷影氣吞雄；尋鼎惡土追親讎，知恩倍答映真情。
拓跋玉儿是游戏中的女主角之一，遊戲中可以更改姓名以及暱稱，拓跋月儿之妹，鲜卑族。任性妄为，很让其姐姐和姐夫张烈头疼，行事不计后果，一心只想杀隋炀帝，结果在龙舟上行刺失败，被陈靖仇救下跳河逃生，后又在氐人女王责怨下自毁容貌以致生命垂危，幸得陈靖仇和于小雪细心照料才得以痊愈，之后认识到自己以前的错误。敢爱敢恨、率真直爽的性格被很多玩家所喜爱。
在小雪結局中並無復活，在投胎前與天神做了往後七世都只有二十歲壽命的條件交換來與靖仇見最後一面，之後投胎成為一戶游牧人家的孩子，遇見靖仇和小雪。
在玉兒結局中與陳靖仇結為連理，兩人終生居住在供奉女媧石和陳輔墓的終南山下耕讀俠義，以神仙俠侶而聞名。
在手機版新增結局中與玉兒結局相同，不同的是兩人在60年後終能與小雪重逢。
據製作者的說法，名字的靈感是玉山國家公園。
- 張烈

年齡:約45歲
武器:巨杵
北方豪雄江山志，一心締建萬載業；全義天下舍至夢，千古獨步虯髯傑。
張烈是主角的主要戰鬥夥伴之一，是拓拔玉兒的姊夫，但本身並不是突厥部落的人。妻拓拔月兒。後來因為擔任失卻之陣保護神器者而忘記自己心中最大的願望（建立一個太平盛世）。這個角色的原型為唐代杜光庭所撰寫之傳奇《虯髯客傳》中的人物虯髯客。另外，這個故事對李世民後來玄武門之變做了一個解釋：因為十八歲的李世民在魔界降臨後的中原為了當失卻之陣的守護神器者，而忘記自己心裡最重要的親情。
- 陈辅

年齡:60歲
武器:劍
孤帆天際忘歸舟，楚雲低捲故國遠；悠悠我夢如風逝，羈旅何日再南山。
陈辅是陈靖仇的师傅。当年为了保下陈靖仇这陈朝唯一血脉，陈辅不惜将自己的孫子换下陈靖仇。非常疼爱陈靖仇，但也恨其胸无大志，难以担当复国大业。虽然一心复国，容易误解为心胸狭隘，为人迂腐。但复国并非为了一己荣华富贵，而是为了陈朝。在获取假昆仑镜时不慎放出饕餮，为了避免其危害天下苍生，不惜将自己与其一同封于洞中。虽一生只为复国，但在拓跋玉儿死后也不再强求陈靖仇。在游戏的最后，陈辅被独孤宁珂所利用，服下撒旦之果，阻挠众人重建神州九天结界，是个悲剧人物。
- 宇文拓

年齡:約27歲
武器:軒轅劍
天下無敵宇文拓，力挽狂瀾一太師；只肩獨撐隋家天，千載惡名孤臂持。
宇文拓有一頭古銅色頭髮及蓝褐双瞳之「阴阳眼」，被隋朝太師楊素收之為徒，北朝北周皇裔。遊戲中他是崑崙鏡轉世，使用轩辕剑。在游戏的片头动画中他用轩辕剑一举歼灭了陈国的反抗军队。从出场直到游戏后期独孤宁珂的阴谋败露，他一直被主角一行人认为是一个企图通过失却之阵使自己成为皇帝的阴谋家。
但在最后，主角一行人终于了解了他的计划，并且共同排除困难封印赤贯星挫败了魔界阴谋。最后自認過去殺人太多罪孽深重，堅持無法原諒自己而決定自我放逐，西行之日用轩辕剑与陈靖仇交换煉妖壶以互相紀念彼此之友誼，并带着宁珂郡主的灵魂自我放逐至西方（後面則接續《軒轅劍崑崙紀》和《軒轅劍參 雲和山的彼端》的故事）。
配角群
- 古月仙人、然翁

古月仙人:世外悠悠隔人間，不忍悽悽亂世煙；慨懷瀟瀟任風逝，雲靄冉冉繞仙山。
即二代登場的古月聖和何然，兩人在本作中已然成仙，不過在劇中的戲份卻是大逆轉，古月聖成了重要配角，幾乎可列入主角一群中。有一段劇情他們有提到「老祖宗」。
- 獨孤寧珂

年齡:18歲
武器:閃電攻擊
是隋朝貴族獨孤家的掌上明珠，真實身分是魔界的女魔將，是撒旦侵略神州的前鋒。對宇文拓懷有感情，在赤貫星上敗給一行人後死亡，魂魄則被古月聖照著寧珂的請求封入了伏羲琴中，於九十九年後，寧珂的魂魄被洗去了魔性，在魔界中轉世為妮可。不過在同期的大富翁5，妮可角色亦被解讀成獨孤寧珂死後的轉世，意圖將天之痕和大富翁系列做個連結。

## 游戏特色

### 世界
本作中的游戏世界由多个部分组成。
- 九州之土

游戏的主世界为隋末的中原，游戏中涉及了大梁、江都等历史名城，也有黑山镇、豆子坑等游戏虚构的城市。
- 鲛人巨海

传说中鲛人的国度，存在于一条名叫巨海的传说巨鲸中。此外还包括贝壳海迷宫、龙宫等场景。
- 世外仙境

游戏中重要角色然翁和古月仙人居住的地方，包含西母峰、盘古建木等场景。
- 魔界中原

魔界降临后的血腥中原，不再有降临前的中原城市，只有殇魂塔、螯魂塔和通天塔三个场景。
- 赤贯星

产生天之痕的巨大彗星，游戏中最后剧情发生的地方。

### 迷宫
游戏中的绝大部分场景采用迷宫的形式，这也是大宇游戏的特色之一。游戏角色需要在迷宫中寻找出路、获得宝藏，以及与遭遇的怪物战斗。

### 符鬼
在本作中，新加入了符鬼系統。符鬼共五種（金、木、水、火、土），在遊戲戰鬥中出現，不受敵方攻擊，但可以攻擊敵方，靖仇如果在戰鬥中死亡符鬼便會消失。玩家可以通過煉妖壺捕捉怪獸餵養符鬼，符鬼從中學習該生物的部分技能（前提是與符鬼自身屬性相容）。符鬼的存檔記錄文件與遊戲的存檔文件相分離，即第二遍遊戲可以使用上一次訓練的符鬼。這一設計改進自其正傳中一個系統。另外，遊戲附帶有一個符鬼餵養程式，類似電子寵物系統。符鬼還會在第一次進入有隱藏寶物的場景中從螢幕上飃過，提示玩家尋找隱藏寶物。

### 炼妖
本作中，玩家可以借助炼妖壶收化一部分遇到的敌人，还可以搭配不同的物品进行炼妖，即用两种不同的物品炼化为一种新的物品，不同的搭配炼化出来的效果不尽相同。

### 属性
本作中的属性系统来自中国传统的五行概念，即“金、木、水、火、土”，所有的人物、敌人都具备至少一种属性，每一种法术也对应一种属性。根据五行生克，法术的属性如果剋攻击对象的属性，可造成更大的伤害，如果被剋則傷害減半；而如果相生反會回復對象生命。

五行相生相剋

- 五行相生：木生火，火生土，土生金，金生水，水生木。
- 五行相剋：木剋土，土剋水，水剋火，火剋金，金剋木。

人物属性同样也可以通过物品或法宝进行改变，此種方式和屬性在《軒轅劍外傳 蒼之濤》中得到繼承。

### 介面
本作的游戏进入画面是与其他任何一代都不同的。屏幕上显示“启承转结”，代替“开始游戏”、“载入游戏”、“游戏设置”、“结束游戏”。这四字来自中国格律诗的一种格式，即“起承转合”。
因開發時間不足，本作绝大部分地圖、場景直接取自《軒轅劍參》。音樂方面也大量使用同一旋律變奏。

## 註解
1. 1 2  上海育碧. . Gamespot中国站. 2004-03-03  [2009-12-19]. （原始内容存档于2008-09-22） （中文（中国大陆））.
2. 1 2  . 新浪游戏. 2008年9月2日  [2009-12-19]. （原始内容存档于2013-12-29） （中文（中国大陆））.
3. 1 2  . HiNet 遊戲網資訊. 2009-04-29  [2009-12-19] （中文（臺灣））.[永久]
4. ↑  . 中時電子報. 2014-10-15  [2014-10-19]. （原始内容存档于2019-12-02） （中文（臺灣））.
5. ↑  根據編劇吳欣叡在臉書上所述，是因為當時在測試命名系統，主程式以自己的名字下去測試，後來試玩版推出前名字改回來但忘記把姓氏改回來才變成這樣(編劇吳欣叡臉書回應(2014/4/6))。
6. 1 2  編劇吳欣叡臉書(2014/4/6)
7. ↑  「撒旦」应为「撒但」，此处以游戏中出现的名称为准。但查目前比較流行的國語和合本聖經、新標點和合本聖經、和合本修訂版聖經、現代中文譯本聖經，還有比較古老的光緒19年福州美華書局活板文理聖經、光緒34年上海大美國聖經會官話串珠聖經、宣統3年聖經公會的文理聖經，Satan均譯作「撒但」，不作「撒旦」。